# Caponago
Caponago – miejscowość i gmina we Włoszech, w regionie Lombardia, w prowincji Monza i Brianza.
Według danych na rok 2004 gminę zamieszkiwały 4523 osoby, 904,6 os./km².